# Cutine

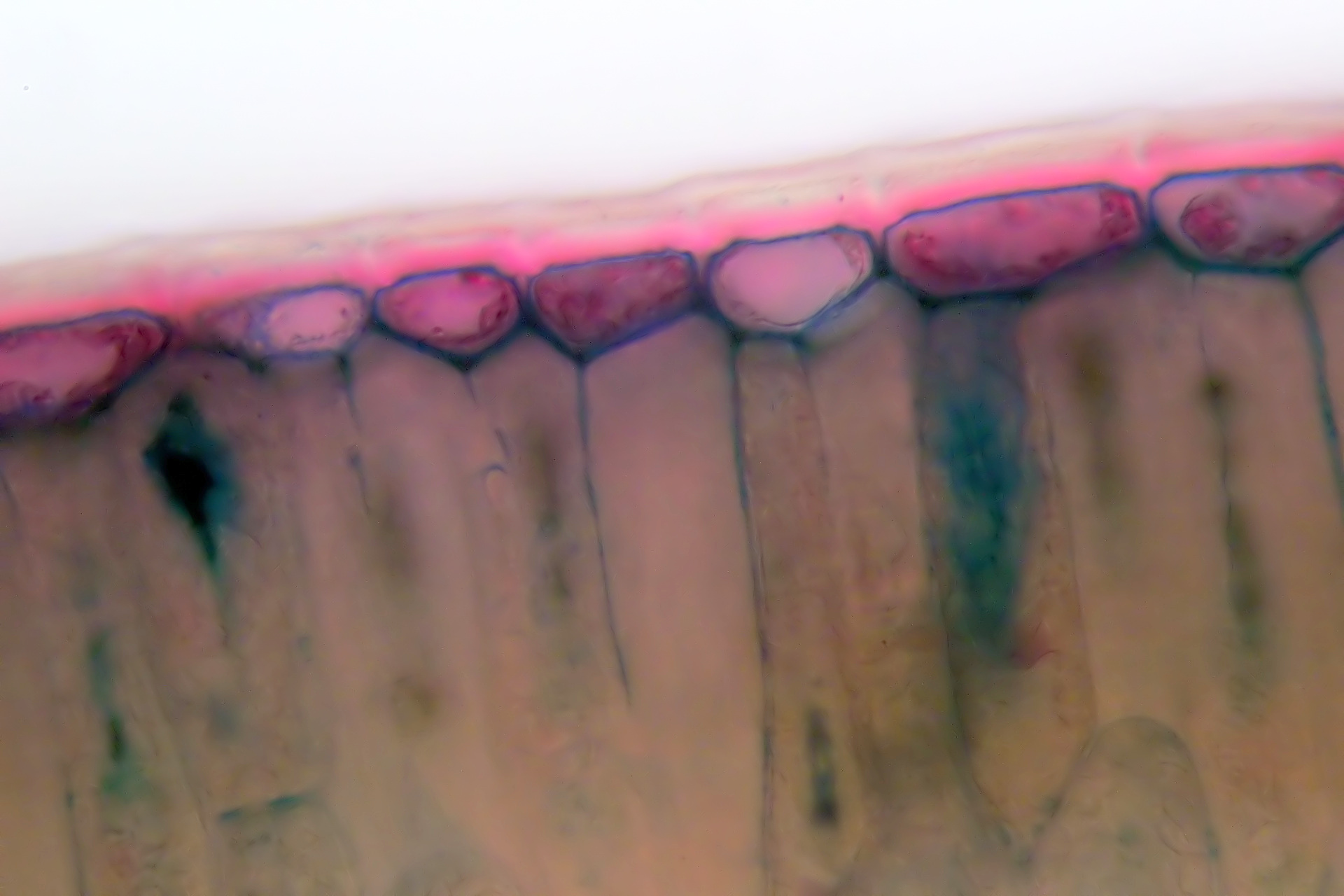
De cuticula van taxus (bovenaan, roze gekleurd)

Cutine vormt een groep van biopolymeren, meer specifiek polyesters, bestaande uit ω-hydroxyvetzuren en hun derivaten, die verbonden zijn met esterverbindingen.
Het is een van de twee wasachtige substanties die de belangrijkste componenten zijn van de cuticula, het wasachtige laagje dat de epidermis van de plant bedekt, en onder meer beschermt tegen uitdroging, maar ook een waterafstotende werking heeft. De tweede belangrijke component in de cuticula is de koolwaterstofpolymeer cutaan, een die minder voorkomt maar beter behouden blijft bij fossiele planten.
Naargelang van de samenstellende vetzuren onderscheidt men twee families van cutines, de C16- en de C18-familie. C16-cutine bestaat voornamelijk uit hexadecaanzuur of palmitinezuur en derivaten met 16 koolstofatomen, C18-cutine uit oliezuur (cis-9-octadeceenzuur), stearinezuur (octadecaanzuur) en derivaten met 18 koolstofatomen.